# 윌슨 필립스
윌슨 필립스(Wilson Phillips)는 미국의 보컬 그룹이다.
동명의 데뷔 앨범 《Wilson Phillips》에서 빌보드 싱글 차트 1위곡을 3개내는 등 인기를 끌며 주목받았다.
구성원 중 치나 필립스는 마마스 앤 파파스의 존 필립스와 미셸 필립스의 딸이며, 카니 윌슨과 웬디 윌슨 자매는 비치 보이스의 브라이언 윌슨의 딸이다.

## 음반 목록
- 1990: Wilson Phillips
- 1992: Shadows and Light
- 2004: Califonia
- 2010: Christmas in Harmony
- 2012: Dedicated

## 주해
1. ↑  〈Hold On〉, 〈Release Me〉, 〈You're in Love〉